# Plaza de Colón
Plaza de Colón är ett monument i Spanien.   Det ligger i provinsen Provincia de Madrid och regionen Madrid, i den centrala delen av landet, i huvudstaden Madrid. Plaza de Colón ligger 676 meter över havet.
Terrängen runt Plaza de Colón är platt. Runt Plaza de Colón är det mycket tätbefolkat, med 4 670 invånare per kvadratkilometer. Närmaste större samhälle är Madrid, 1,5 km sydväst om Plaza de Colón. Runt Plaza de Colón är det i huvudsak tätbebyggt.